# 하팅턴 후작부인 캐슬린 캐번디시
하팅턴 후작부인 캐슬린 애그니스 케네디 캐번디시(영어: Kathleen Agnes Cavendish, Marchioness of Hartington, 1920년 2월 20일 ~ 1948년 5월 13일)은 미국 사교계 명사였다. 그녀는 미국 대통령 존 F. 케네디의 여동생이자 상원의원 로버트 F. 케네디와 에드워드 M. 케네디의 누나이며, 조지프 P. 케네디와 로즈 케네디의 둘째 딸이자 제10대 데본셔 공작의 확실한 후계자인 하팅턴 후작의 부인이었다.
그녀의 아버지가 영국 주재 미국 대사로 근무하고 있을 때, 캐슬린은 런던에서 많은 친구들을 사귀었고 "1938년의 데뷔자"였다. 적십자사와 함께 일하며, 그녀는 1944년 5월에 결혼한 하팅턴 경과 연인 관계를 시작했다. 그는 불과 4개월 후 벨기에에서 현역으로 복무 중 사망했다. 캐슬린은 1948년 비행기 사고로 사망했는데, 그녀의 새로운 파트너인 제8대 피츠윌리엄 백작과 휴가 중에 프랑스 남부로 날아갔다.

## 같이 보기
- 케네디가의 저주